# Esbjerg
Esbjerg ( poslech) je přístavní město na západním pobřeží Jutského poloostrova v jihozápadním Dánsku. Má přes sedmdesát tisíc obyvatel (k 1. lednu 2025) a je tak pátým největším městem Dánska. Současně je hlavním městem komuny Esbjerg a sídlem jejího zastupitelstva, celá komuna má 115 157 (2025) obyvatel.

## Historie

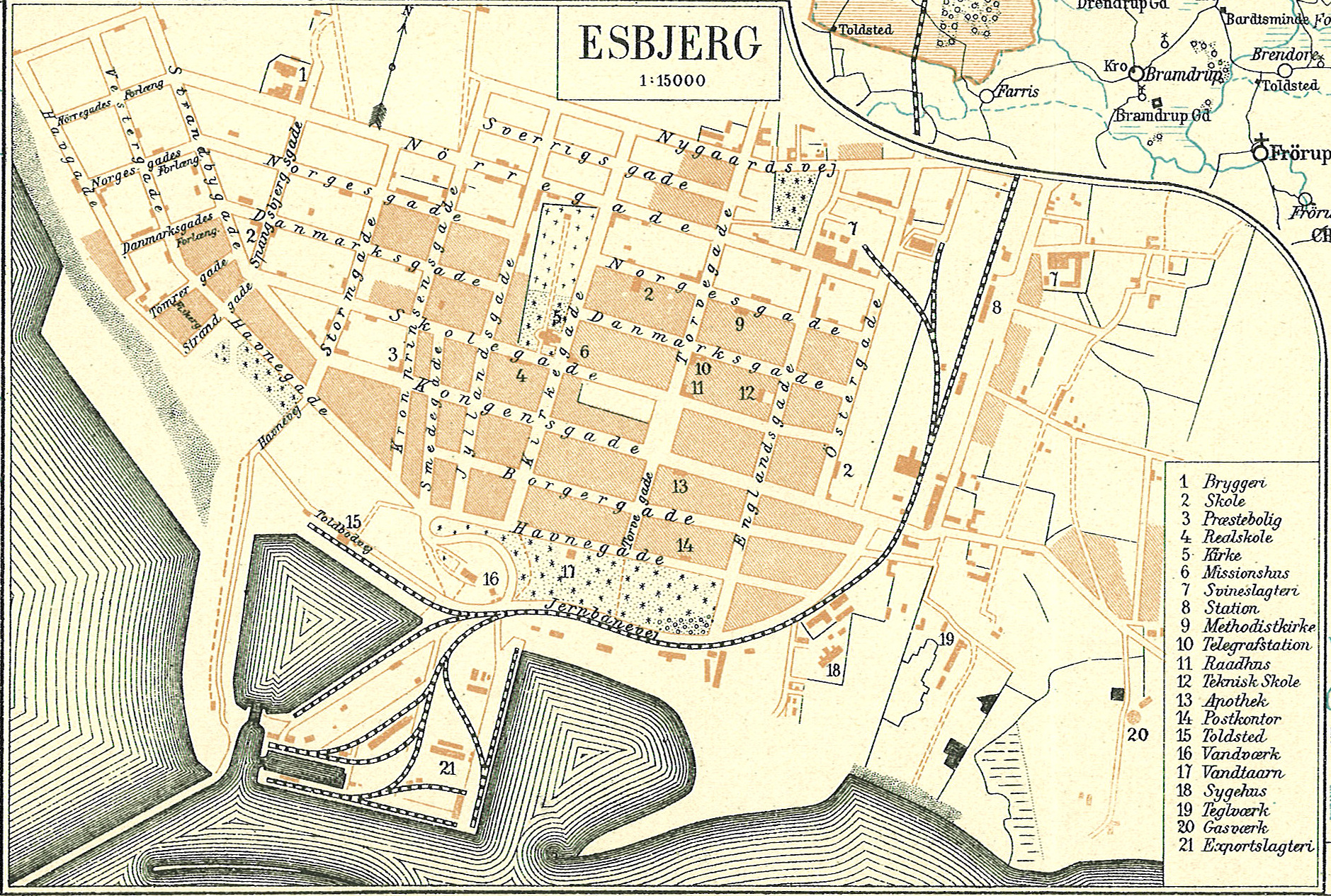
Mapa Esbjergu z roku 1896

Nejstarší dům v Esbjergu byl postaven kolem roku 1660. Město v dnešní podobě bylo založeno v roce 1868 jako dánská náhrada za přístavní město Altona nacházející se na území, které v roce 1864 na základě Gasteinské konvence připadlo Německému spolku a které bylo předtím důležitým dánským přístavem Severního moře. V roce 1874 bylo vybudováno železniční spojení s městy Fredericia a Varde.

## Současnost
Důležitým ekonomickým činitelem je rybolov. Dále zde mají svá zastoupení významné dánské a rovněž mezinárodní technologické a petrochemické společnosti a koncerny, například Maersk, Ramboll, ABB, Atkins nebo Schlumberger.
Je jedním ze sídel Univerzity jižního Dánska a Aalborské univerzity. Od roku 1996 se zde každoročně během srpna organizuje devítidenní hudební festival trvající od soboty do příští neděle, s hlavním pódiem umístěným na centrálním městském náměstí. Dále se zde nachází několik muzeí, divadel a knihoven a je sídlem fotbalového klubu Esbjerg fB.
Je důležitým dopravním uzlem. Nachází se zde druhý největší dánský přístav (po Aalborgu), letiště a železniční stanice, zabezpečující každou hodinu spojení s Kodaní pomocí vlaků InterCity. Důležitá jsou rovněž celoroční trajektová spojení s ostrovem Fanø a britským městem Harwich a sezonní linka do Tórshavnu na Faerských ostrovech.

## Rodáci
- Ole Beich (1955–1991), kytarista a baskytarista, zakládající člen skupiny Guns N' Roses
- Poul Nyrup Rasmussen (* 1943), politik, bývalý dánský premiér

## Galerie

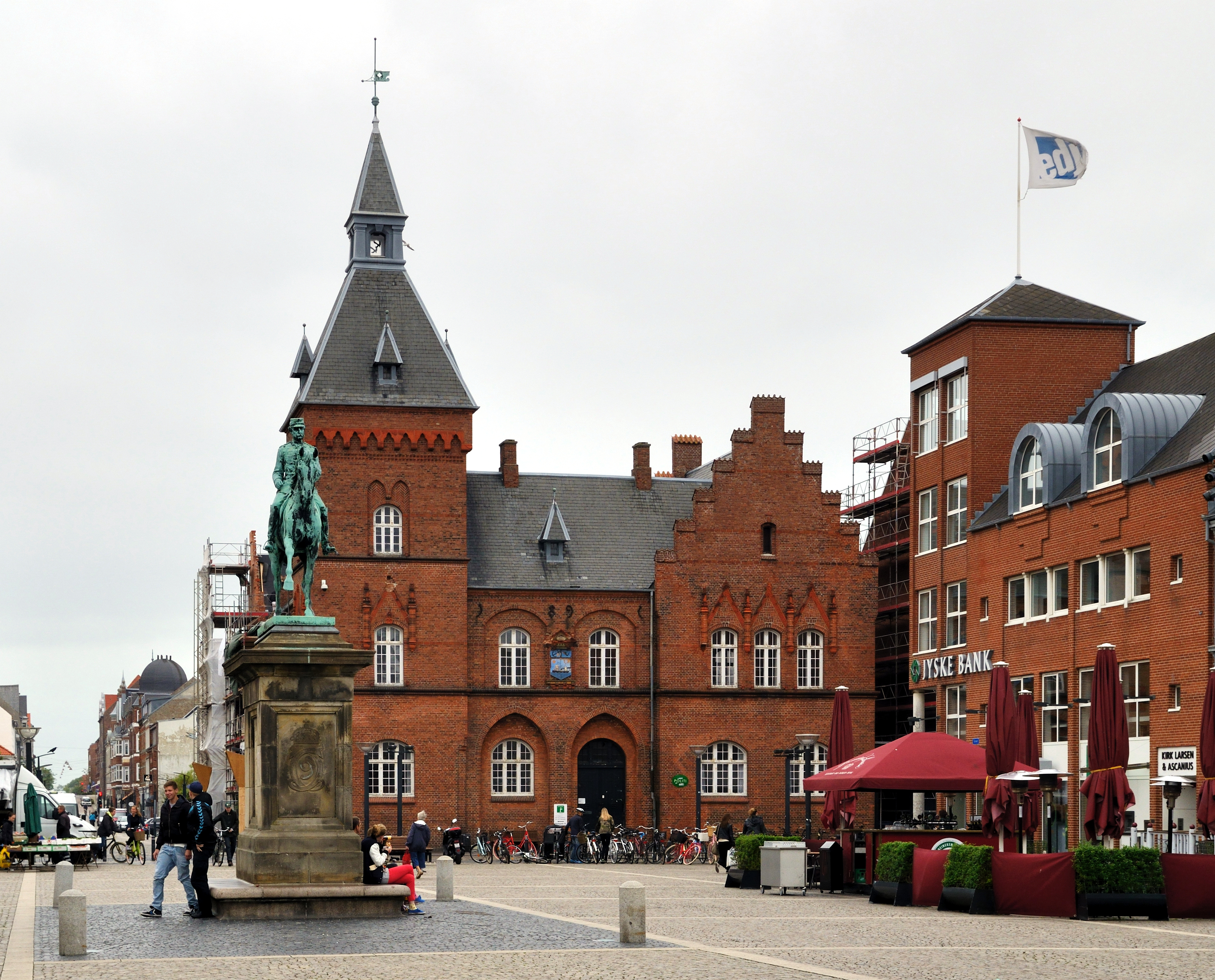
Hlavní náměstí s původní radnicí (nyní turistická kancelář) a sochou krále Kristiána IX.
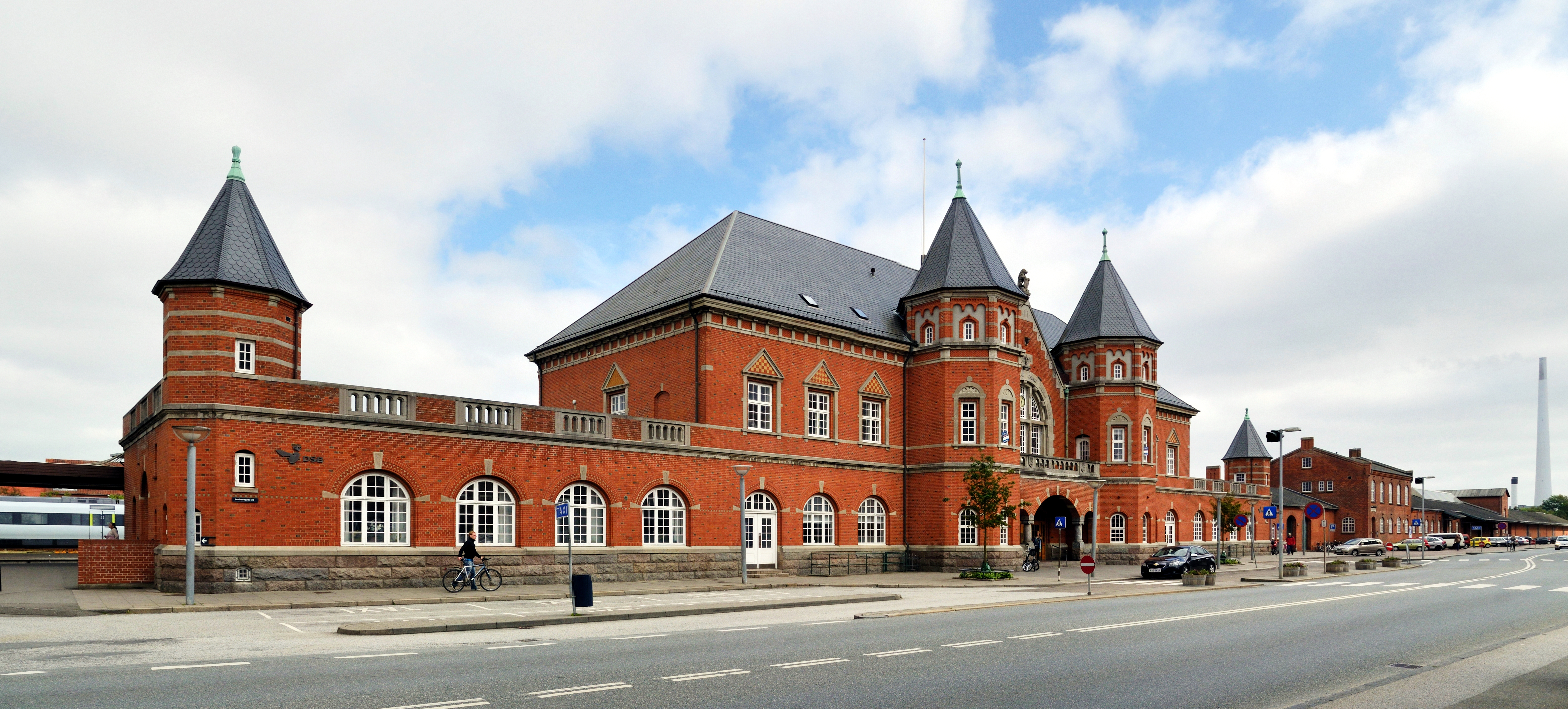
Železniční stanice
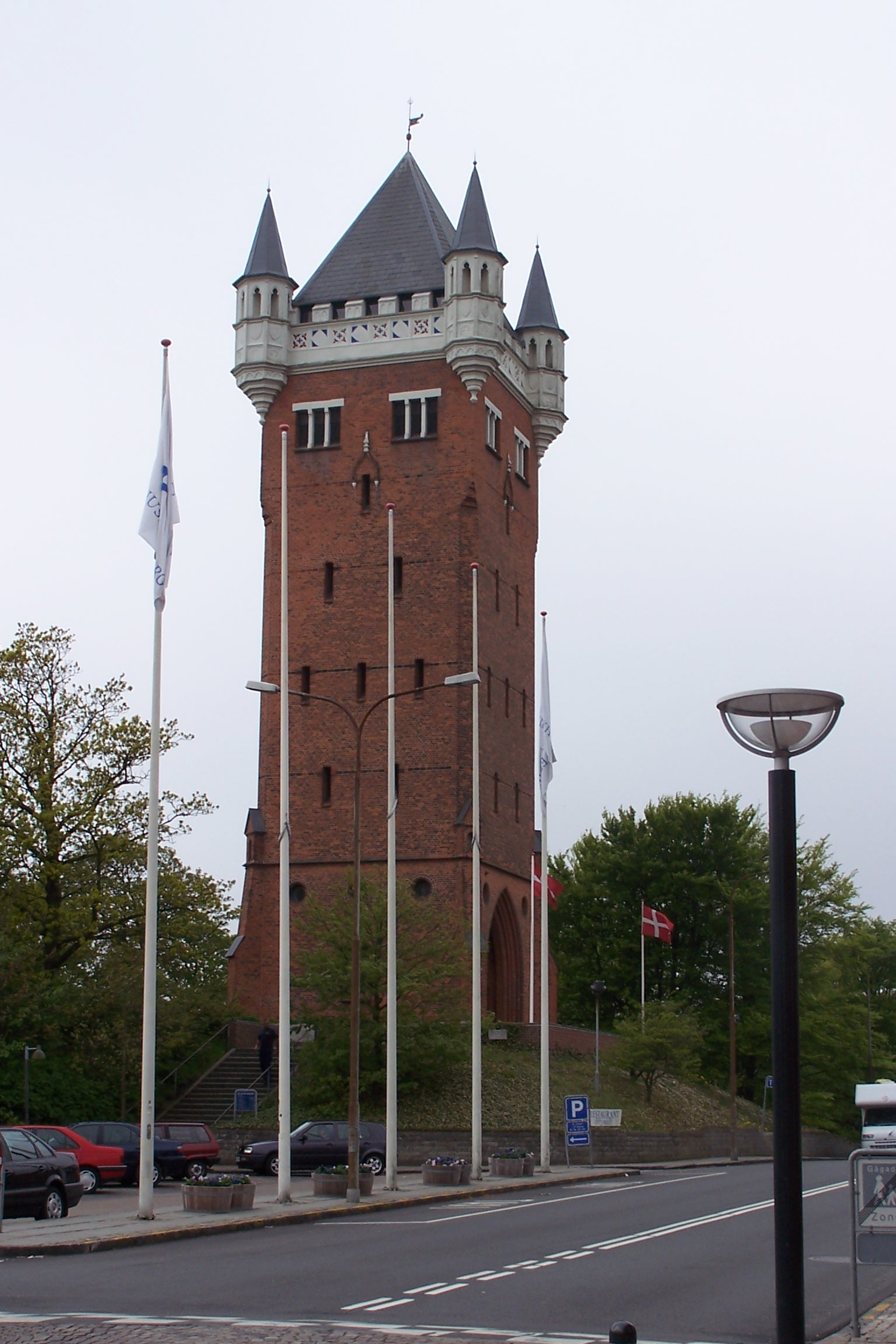
Vodárenská věž
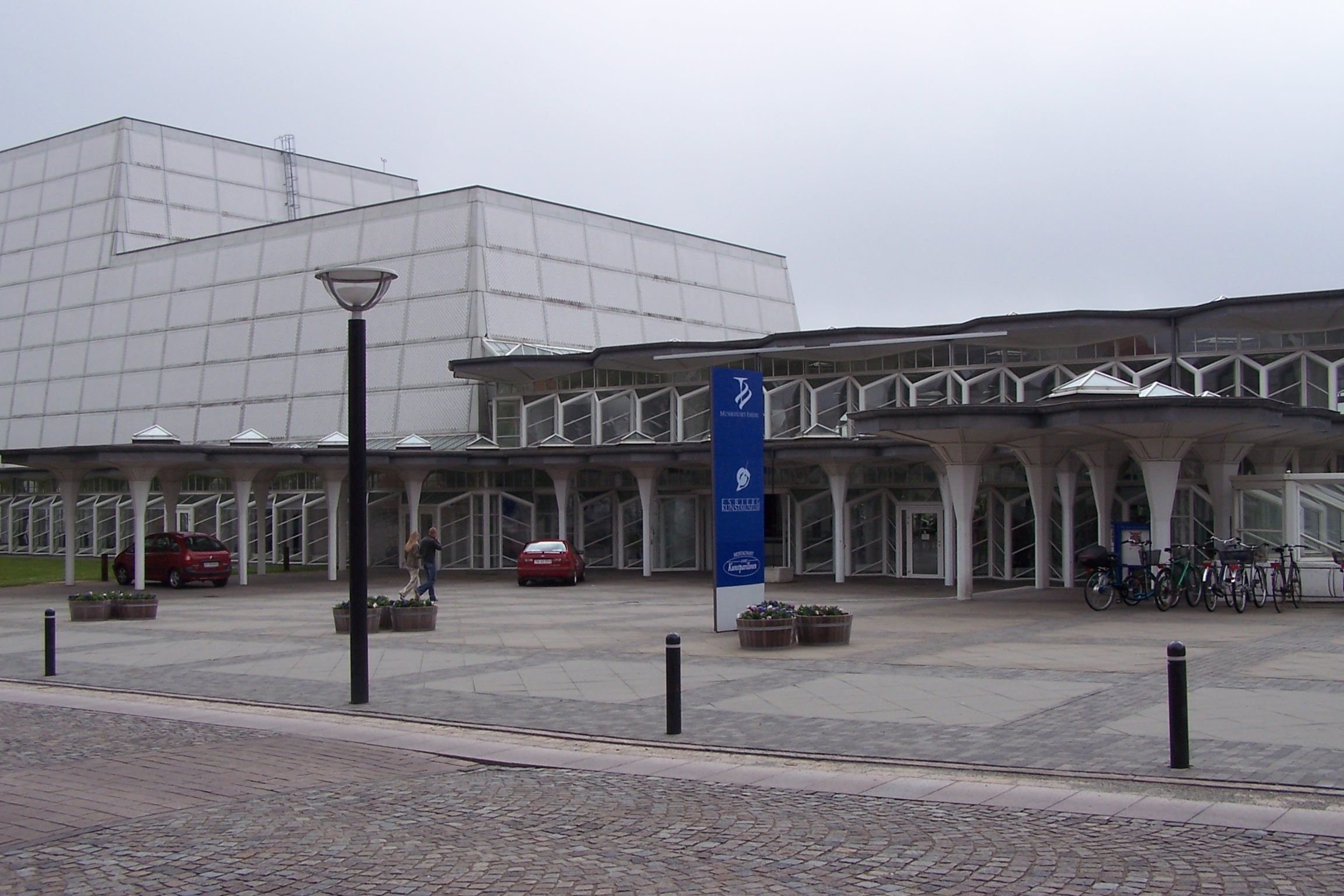
Koncertní hala
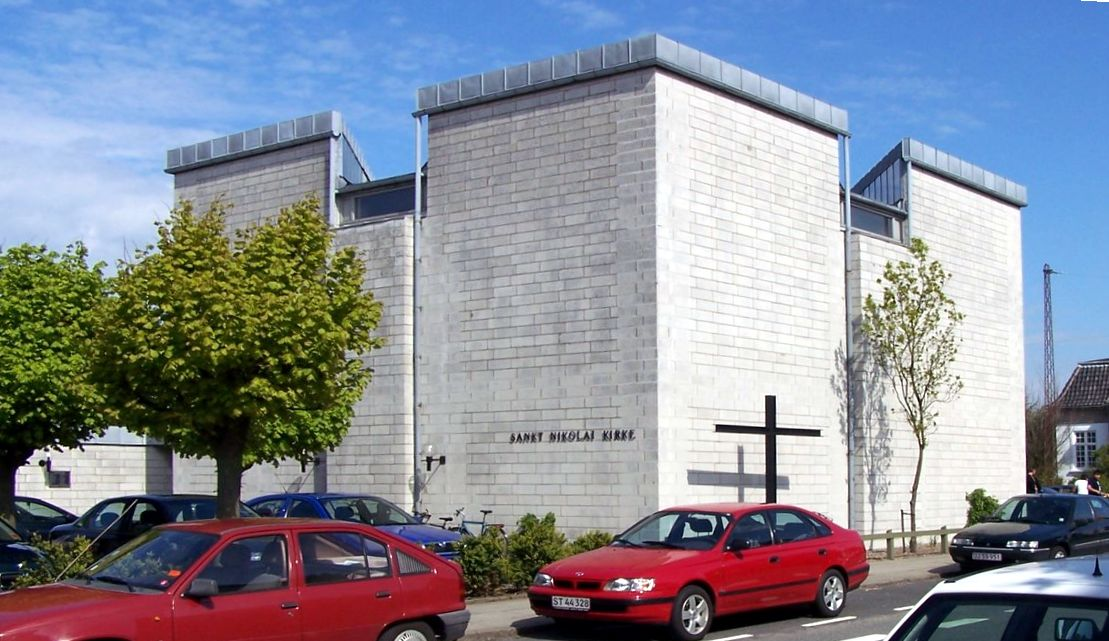
Katolický Kostel sv. Mikuláše

## Partnerská města
- Maniitsoq, Grónsko